# 나라 시카마루
나라 시카마루(奈良 シカマル)는 만화 《나루토》의 등장인물이다.
성우: 모리쿠보 쇼타로 / 정명준
상급닌자 사루토비 아스마가 담당하고 있는 제10반의 닌자이다. 나라 일족의 일원으로, 나라 시카쿠의 아들이다. 일족의 비술인 그림자 흉내술을 사용한다. IQ 200 이상의 천재로 굉장히 우수한 전략가지만, 모든 걸 귀찮아 하는 성격이 있다. 아스마의 애제자로, 그에게서 장기를 배웠다.
아카츠키 포획 임무 수행 도중, 아스마가 카쿠즈와 히단에게 죽임을 당하자 큰 슬픔에 빠지나, 곧 마음을 가다듬고 치밀한 전략을 세워 히단의 몸을 갈갈이 찢어놓는 데 성공하였다. 아스마의 유품인 라이터와 차크라 검을 가지고 있다.
4차 닌자대전 후엔 사스케와 함께 호카게인 나루토의 보좌관 2로 생활하고, 테마리와 결혼해 나라 시카다이라는 초 귀차니즘 아들을 두었다.
보루토 탈주이후, 에이다에 의해 기억이 조작된 채 8대 호카게가 된다. 보좌관은 사루토비 아스마의 조카인 사루토비 코노하마루.